# Сіль (роман)
Сіль (англ. Salt) — науково-фантастичний роман британського письменника Адама Робертса. Опублікований у 2000 році в лондонському видавництві Gollancz. Наступного року номінувався на премію Артура Кларка.

## Сюжет
Сіль — планета, на яку вирушає кілька кораблів землян-поселенців. Після прибуття на планету, екіпаж і пасажири кожного корабля стали родоначальниками окремих спільнот зі своїми традиціями, а назви кораблів пізніше стали етнонімами. Від інших громад значно відрізняється комуна алсіан-анархістів. Та найбільш матеріально забезпеченою і найпотужнішою у військовому плані є ієрархічне поселення традиціоналістів сенарців. Відносини між двома соціумами поступово стають ворожими. Сенарці розв'язують відкриту військову агресію, алсіани використовують тактику партизанської боротьби. Затяжна війна, ускладнена жорсткими природними умовами планети, поступово змінює уклад життя обох народів.
У романі є відчутним вплив анархічних ідей, характерних для ряду творів Урсули Ле Гуїн.